# Saint-Stail
Saint-Stail est une commune française située dans le département des Vosges, en région Grand Est.
Ses habitants sont appelés les Stéphanois car le nom de la commune dérive du nom de son patron, saint Étienne.

## Géographie

### Situation
Les communes limitrophes sont Bourg-Bruche, Saales, Saulxures, Grandrupt et Le Vermont.

### Géologie et relief
Village vert puisque la forêt couvre 538 hectares de la commune, soit plus de 85 %. La plupart des habitations se nichent dans un hameau qui empiète sur la commune voisine de Grandrupt. La départementale 45A permet vers l'ouest de rejoindre Senones tandis qu'en traversant la forêt communale la D61 montant vers l'est relie Saales au col du Hantz. Sa forêt communale est très morcelée, elle a la particularité d'avoir quelques surfaces dans le Bas-Rhin, mais aussi à 100 km de la commune, toujours dans les Vosges, aux alentours de Vittel.

### Hydrographie et les eaux souterraines
Hydrogéologie et climatologie : Système d’information pour la gestion des eaux souterraines du bassin Rhin-Meuse :
Territoire communal : Occupation du sol (Corinne Land Cover); Cours d'eau (BD Carthage),
Géologie : Carte géologique; Coupes géologiques et techniques,
 Hydrogéologie : Masses d'eau souterraine; BD Lisa; Cartes piézométriques.
La commune est située dans le bassin versant du Rhin au sein du bassin Rhin-Meuse. Elle est drainée par le ruisseau du Voe, le Petit Ru, le ruisseau de Grandroue et le ruisseau de Saulxures,.

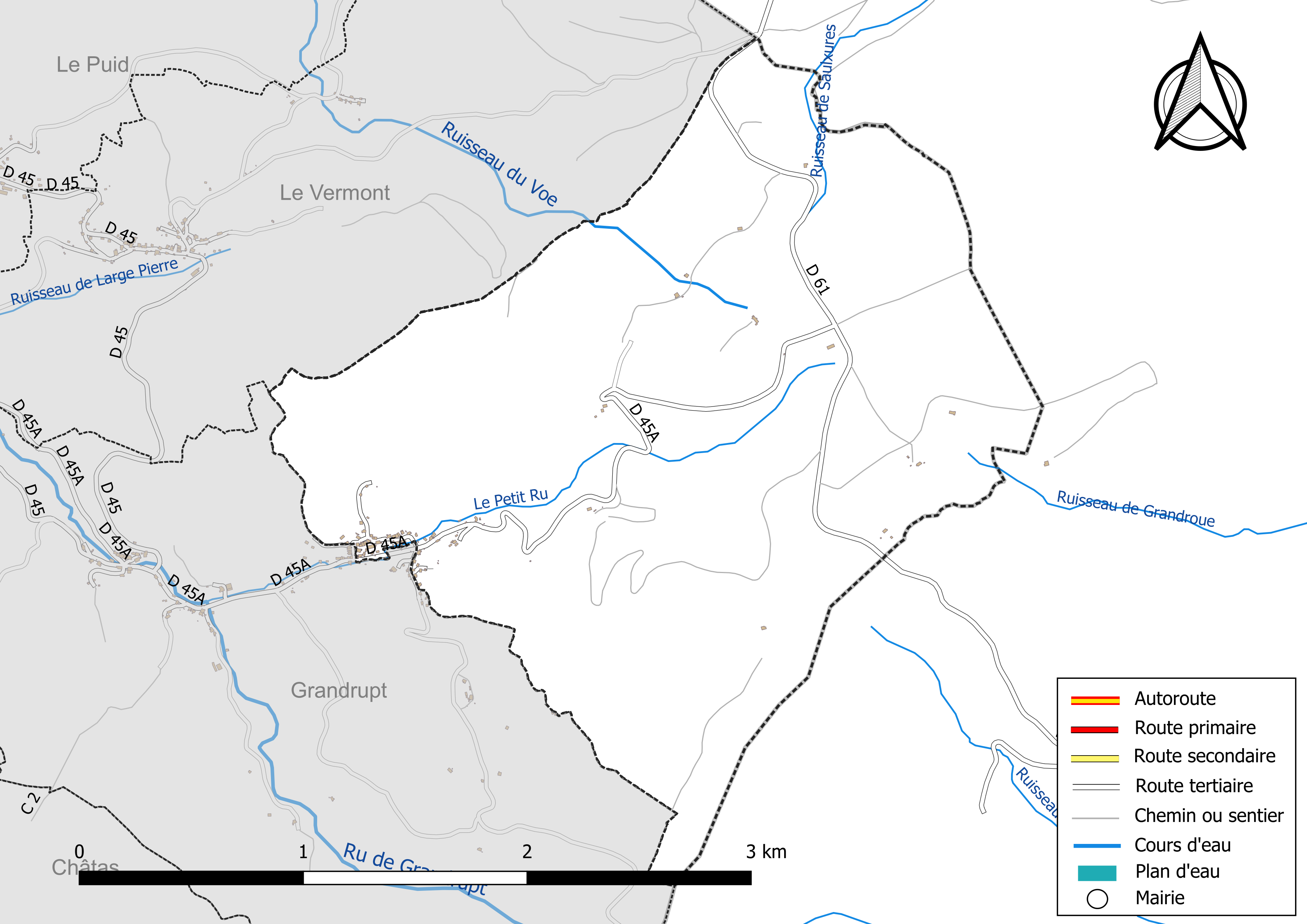
Réseaux hydrographique et routier de Saint-Stail.

La qualité des cours d’eau peut être consultée sur un site dédié géré par les agences de l’eau et l’Agence française pour la biodiversité.

### Sismicité
Commune située dans une zone de sismicité modérée.

### Climat
Pour des articles plus généraux, voir Climat du Grand Est et Climat des Vosges.
En 2010, le climat de la commune est de type climat de montagne, selon une étude du Centre national de la recherche scientifique s'appuyant sur une série de données couvrant la période 1971-2000. En 2020, Météo-France publie une typologie des climats de la France métropolitaine dans laquelle la commune est exposée à un climat semi-continental et est dans la région climatique  Vosges, caractérisée par une pluviométrie très élevée (1 500 à 2 000 mm/an) en toutes saisons et un hiver rude (moins de 1 °C). 
Pour la période 1971-2000, la température annuelle moyenne est de 8,4 °C, avec une amplitude thermique annuelle de 16,5 °C. Le cumul annuel moyen de précipitations est de 1 349 mm, avec 13,8 jours de précipitations en janvier et 11,4 jours en juillet. Pour la période 1991-2020, la température moyenne annuelle observée sur la station météorologique de Météo-France la plus proche, « Ban-de-Sapt », sur la commune de Ban-de-Sapt à 5 km à vol d'oiseau, est de 10,3 °C et le cumul annuel moyen de précipitations est de 1 027,3 mm. 
La température maximale relevée sur cette station est de 36,9 °C, atteinte le 7 août 2015 ; la température minimale est de −17 °C, atteinte le 19 décembre 2009,,. 
Les paramètres climatiques de la commune ont été estimés pour le milieu du siècle (2041-2070) selon différents scénarios d'émission de gaz à effet de serre à partir des nouvelles projections climatiques de référence DRIAS-2020. Ils sont consultables sur un site dédié publié par Météo-France en novembre 2022.

## Urbanisme

### Typologie
Au 1er janvier 2024, Saint-Stail est catégorisée commune rurale à habitat dispersé, selon la nouvelle grille communale de densité à sept niveaux définie par l'Insee en 2022.
Elle est située hors unité urbaine et hors attraction des villes,.

### Occupation des sols
L'occupation des sols de la commune, telle qu'elle ressort de la base de données européenne d’occupation biophysique des sols Corine Land Cover (CLC), est marquée par l'importance des forêts et milieux semi-naturels (98,9 % en 2018), une proportion identique à celle de 1990 (98,9 %). La répartition détaillée en 2018 est la suivante : 
forêts (85,6 %), milieux à végétation arbustive et/ou herbacée (13,3 %), zones agricoles hétérogènes (1,1 %). L'évolution de l’occupation des sols de la commune et de ses infrastructures peut être observée sur les différentes représentations cartographiques du territoire : la carte de Cassini (XVIIIe siècle), la carte d'état-major (1820-1866) et les cartes ou photos aériennes de l'IGN pour la période actuelle (1950 à aujourd'hui).

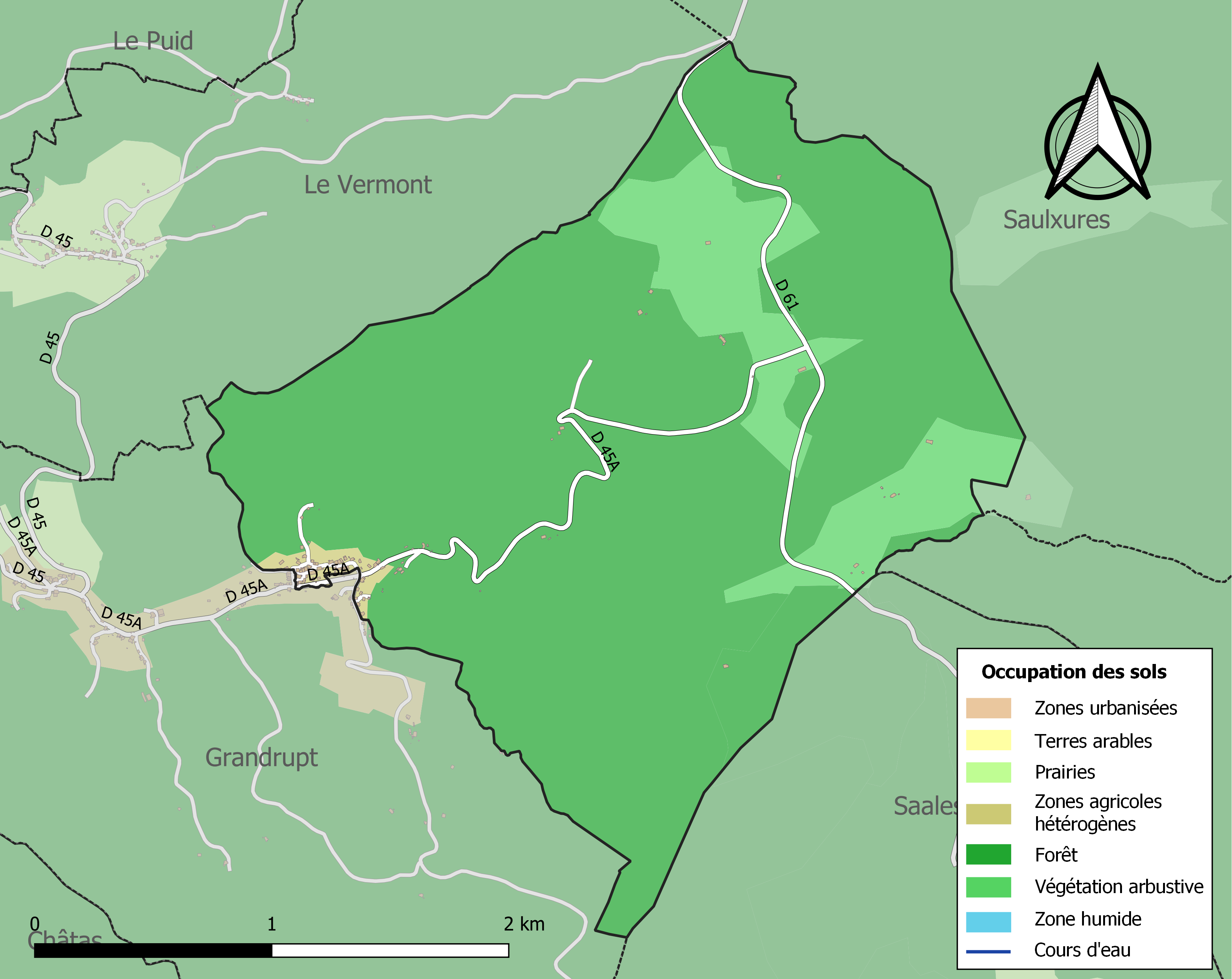
Carte des infrastructures et de l'occupation des sols de la commune en 2018 (CLC).

## Toponymie
Le nom de la localité est attesté sous les formes Juxta Sanctum Stephanum (XIIIe siècle) ; Saint Steirle (1312) ; Habitatores villæ Sancti Stephani, vulgariter Sainct Estaile (1418) ; Saincte Aille (1566) ; La montagne de S. Etienne ou S. Eille (1633) ; Saint-Stail (1711) ; Sinstel de la comté de Salm (1718).

Saint-Stail est hagiotoponyme qui fait référence à un Saint Étienne.

## Histoire
Saint-Stail appartint à la principauté de Salm et constitua avec Grandrupt une prévôté et une juridiction commune.

## Politique et administration
| Période                                  | Période                       | Identité                       | Étiquette | Qualité                   |
| ---------------------------------------- | ----------------------------- | ------------------------------ | --------- | ------------------------- |
| Les données manquantes sont à compléter. |                               |                                |           |                           |
| mars 1990                                | mars 2008                     | Gérard Masson (1932-2024)      |           | Instituteur retraité      |
| mars 2008                                | juin 2019                     | Jean-Marie Stenzel (1956-2019) |           | Décédé en cours de mandat |
| juin 2019                                | En cours (au 27 octobre 2019) | Jean-Marie Nicolle (°1955)     |           | Agriculteur               |

### Budget et fiscalité 2022

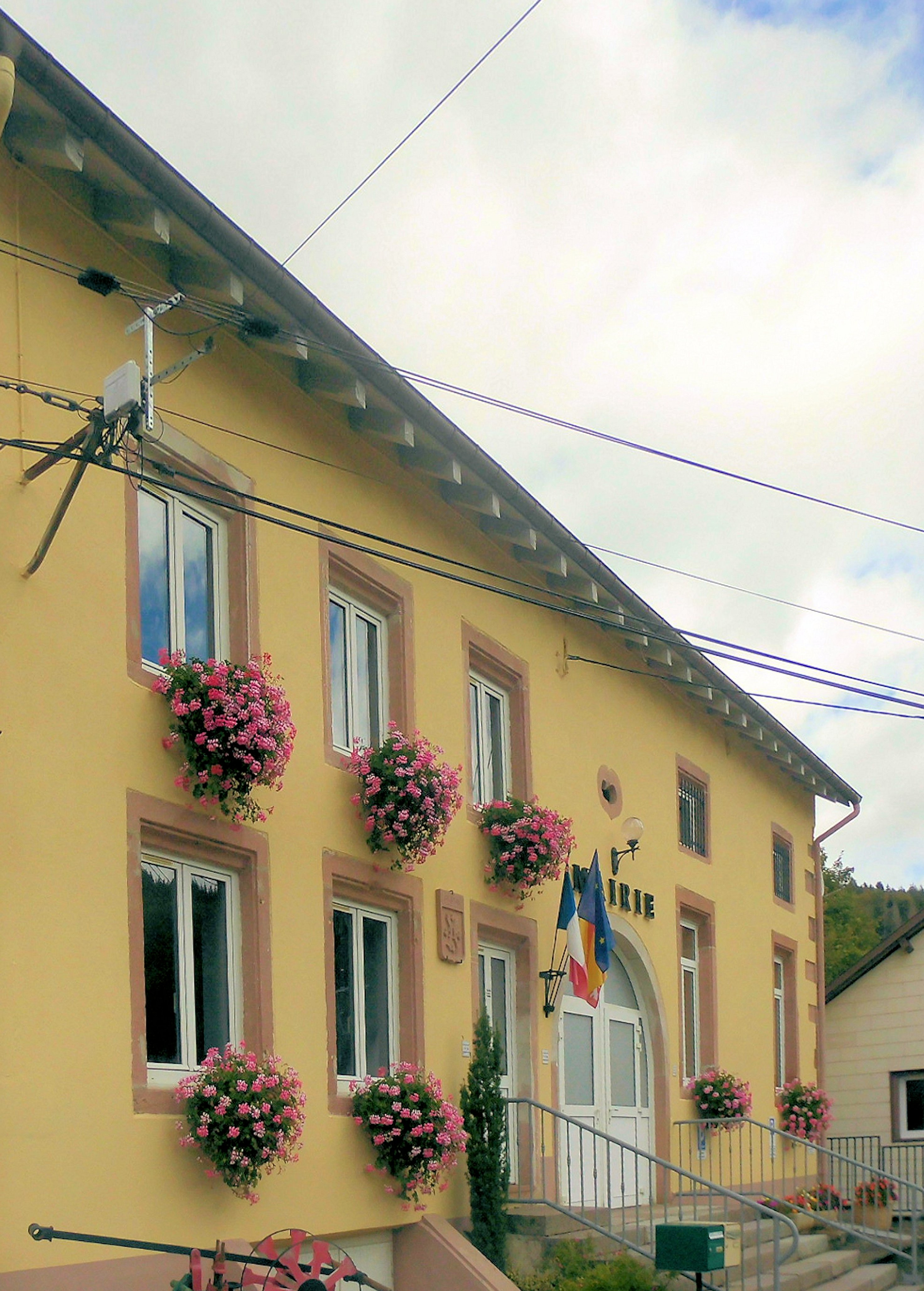
La mairie.

En 2022, le budget de la commune était constitué ainsi :
- total des produits de fonctionnement : 166 000 €, soit 2 269 € par habitant ;
- total des charges de fonctionnement : 138 000 €, soit 1 886 € par habitant ;
- total des ressources d'investissement : 47 000 €, soit 640 € par habitant ;
- total des emplois d'investissement : 45 000 €, soit 616 € par habitant ;
- endettement : 40 000 €, soit 548 € par habitant.

Avec les taux de fiscalité suivants :
- taxe d'habitation : 12,24 % ;
- taxe foncière sur les propriétés bâties : 29,69 % ;
- taxe foncière sur les propriétés non bâties : 5,89 % ;
- taxe additionnelle à la taxe foncière sur les propriétés non bâties : 0,00 % ;
- cotisation foncière des entreprises : 0,00 %.

Chiffres clés Revenus et pauvreté des ménages en 2021 : médiane en 2021 du revenu disponible, par unité de consommation.

## Économie

### Entreprises et commerces

#### Agriculture
- Sylviculture et autres activités forestières.
- Reproduction de plantes.
- Élevage de vaches laitières.
- Élevage d'autres bovins et de buffles.

#### Tourisme
- Hébergements et restauration à Grandrupt, Saales, Belval, Saulxures, Plaine, Provenchères-sur-Fave, Senones.
- Gîtes[20]

#### Commerces
- Commerces et services de proximité.

## Population et société

### Démographie

#### Évolution démographique
L'évolution du nombre d'habitants est connue à travers les recensements de la population effectués dans la commune depuis 1793. Pour les communes de moins de 10 000 habitants, une enquête de recensement portant sur toute la population est réalisée tous les cinq ans, les populations de référence des années intermédiaires étant quant à elles estimées par interpolation ou extrapolation. Pour la commune, le premier recensement exhaustif entrant dans le cadre du nouveau dispositif a été réalisé en 2006.

En 2022, la commune comptait 72 habitants, en évolution de −2,7 % par rapport à 2016 (Vosges : −2,96 %, France hors Mayotte : +2,11 %).
| 1793 | 1800 | 1806 | 1821 | 1831 | 1836 | 1841 | 1846 | 1856 |
| ---- | ---- | ---- | ---- | ---- | ---- | ---- | ---- | ---- |
| 312  | 275  | 351  | 403  | 548  | 505  | 490  | 462  | 414  |

| 1861 | 1866 | 1876 | 1881 | 1886 | 1891 | 1896 | 1901 | 1906 |
| ---- | ---- | ---- | ---- | ---- | ---- | ---- | ---- | ---- |
| 401  | 415  | 388  | 354  | 313  | 284  | 258  | 281  | 233  |

| 1911 | 1921 | 1926 | 1931 | 1936 | 1946 | 1954 | 1962 | 1968 |
| ---- | ---- | ---- | ---- | ---- | ---- | ---- | ---- | ---- |
| 231  | 171  | 169  | 171  | 147  | 135  | 142  | 74   | 66   |

| 1975 | 1982 | 1990 | 1999 | 2006 | 2011 | 2016 | 2021 | 2022 |
| ---- | ---- | ---- | ---- | ---- | ---- | ---- | ---- | ---- |
| 58   | 62   | 59   | 52   | 74   | 69   | 74   | 72   | 72   |

### Enseignement
Établissements d'enseignements :
- Écoles maternelles et primaires à Belval, Saales, Saulxures, Bourg-Bruche, Ban de Sapt.
- Collèges à Provenchères-et-Colroy, Senones, La Broque, Saint-Dié-des-Vosges.
- Lycées à Saint-Dié-des-Vosges.

### Santé
Professionnels et établissements de santé :
- Médecins à Saales, Provenchères-sur-Fave, Senones.
- Pharmacies à Saales, Senones, Provenchères-sur-Fave, Saint-Blaise-la-Roche.
- Hôpitaux à Moyenmoutier, Rothau, Sainte-Marie-aux-Mines, La Broque.

### Cultes
- Culte catholique, Paroisse Saint-Maurice-du-Rabodeau[27], Diocèse de Saint-Dié.

## Culture locale et patrimoine

### Lieux et monuments

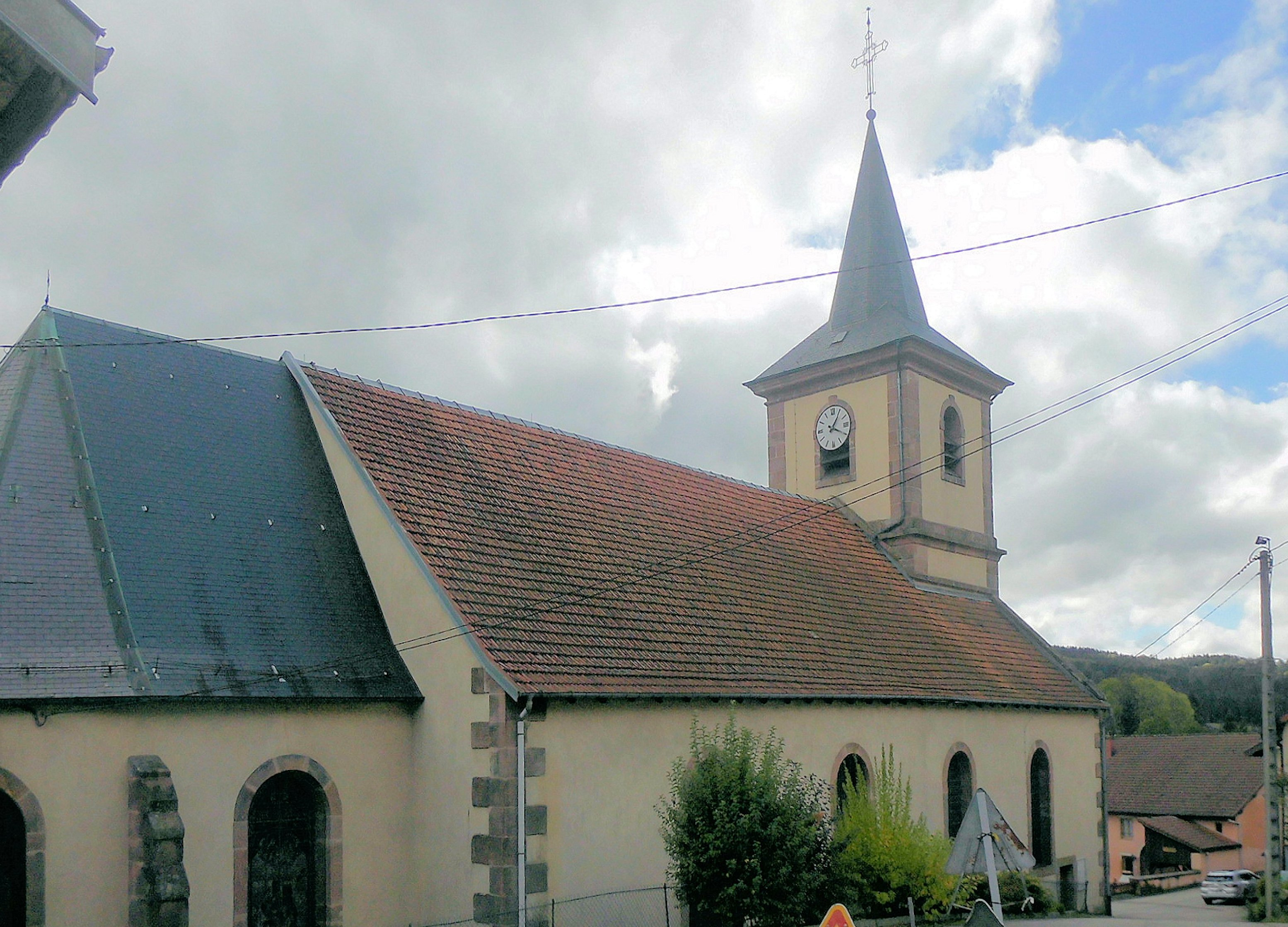
L'église Saint-Étienne.
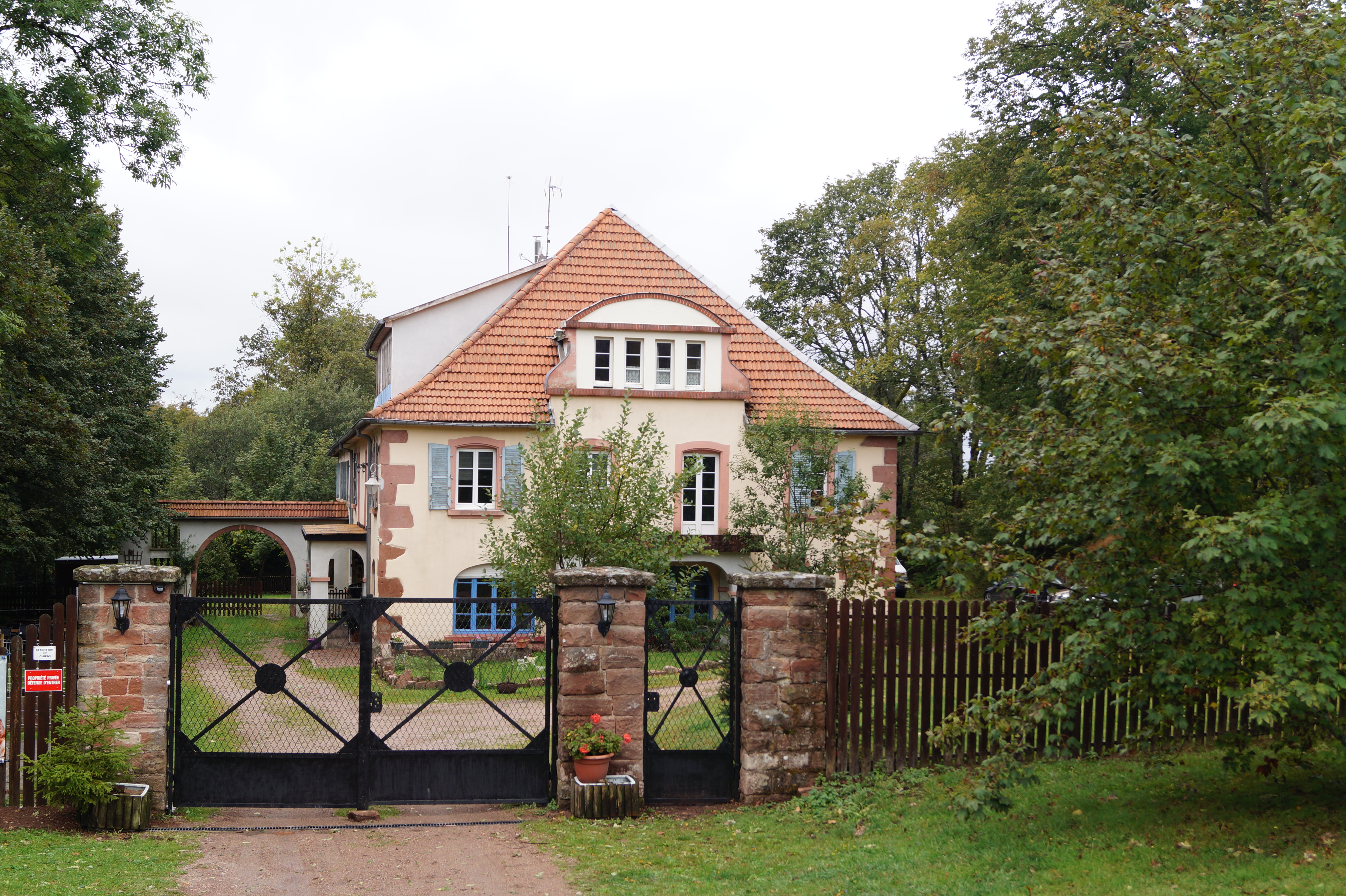
Château Saint-Louis.
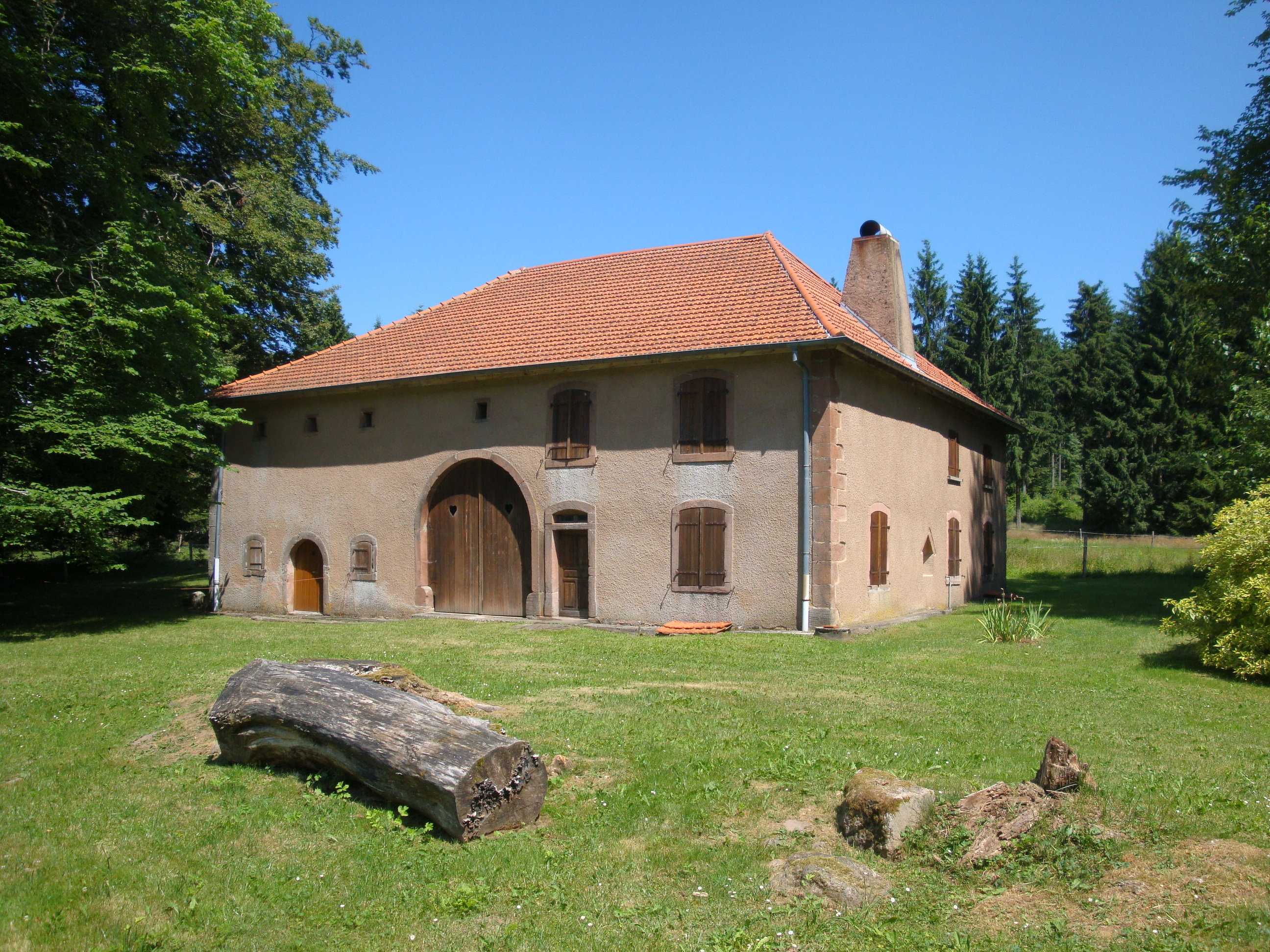
La Cense de Belfays.
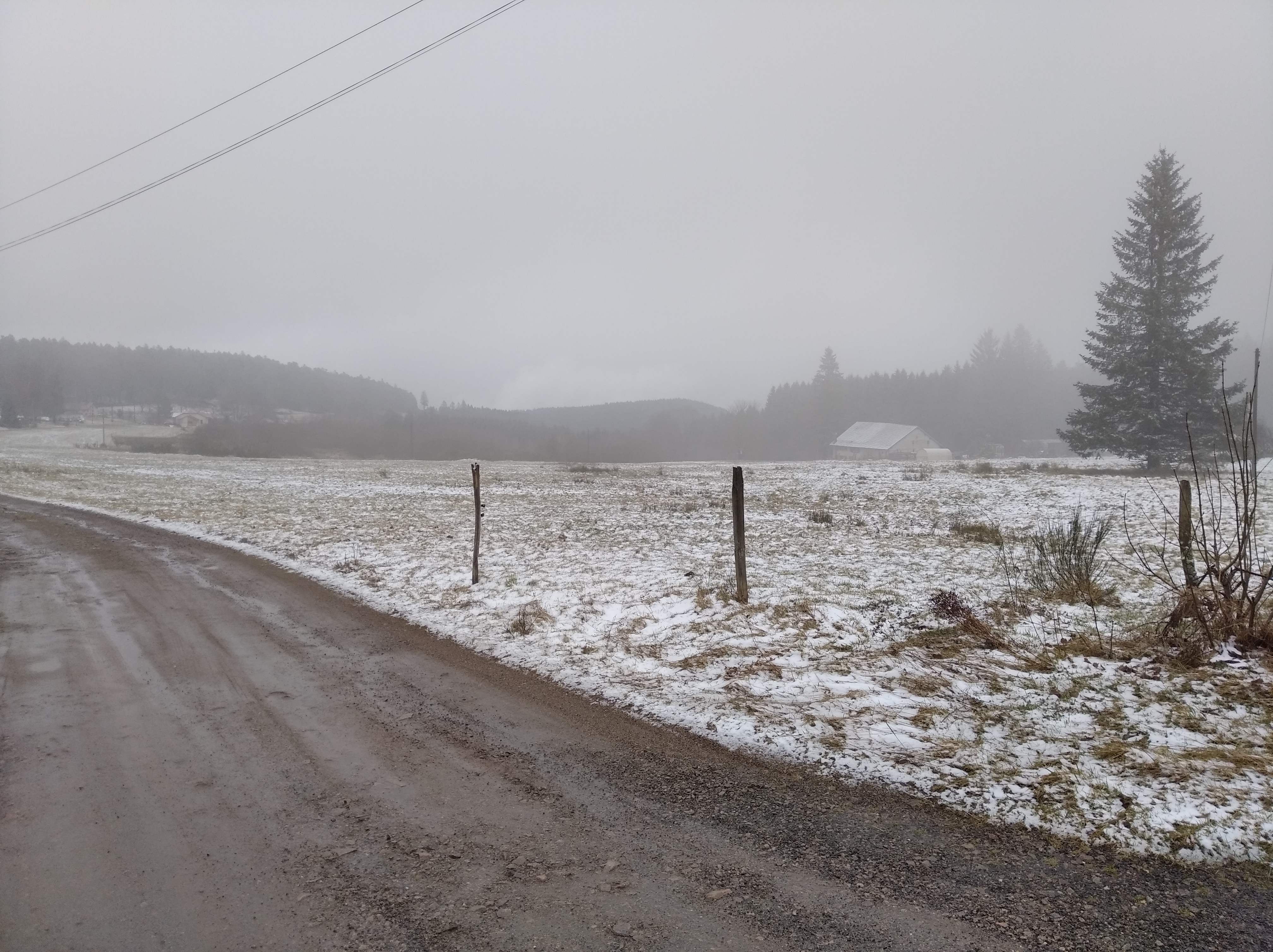
Le Palais.

- Église Saint-Étienne, du XIXe siècle[28], équipée de plafonds en bois.
- Château Saint-Louis, près de la D 61[29].
- Cense de Belfays (Belfey), Principauté de Salm[30], ferme seigneuriale XVIIe siècle.
- Patrimoine architectural rural recensé par le service de l'Inventaire général du patrimoine culturel : Maisons et fermes[31],[32].

## Pour approfondir